# Feliniopsis berioi
Feliniopsis berioi là một loài bướm đêm trong họ Noctuidae.